# Sigurður Jónsson (Autor)
Sigurður Jónsson frá Arnarvatni (* 1878 auf dem Bauernhof Helluvað am Mývatn; † 1949) war ein isländischer Lyriker.

## Leben
Seine Eltern waren Jón Hinriksson, selbst ein Dichter, und dessen dritte Ehefrau, Sigríður Jónsdóttir frá Arnarvatni. Sigurður wuchs auf dem Hof Hellivað in einer gebildeten Familie auf. Er machte seine Abschlussprüfung in der Möðruvallaskóli und wurde anschließend Bauer auf dem Hof Arnarvatn, den er ab 1902 führte.
Seit seiner Jugendzeit engagierte er sich sehr in gesellschaftlichen Dingen und war zeitweilig zweiter Vorsitzender der Vereinigung Samband íslenskra Samvinnufélaga.

## Werke
Zwar sind von ihm nur zwei Gedichtbände erschienen, jedoch haben einige seiner Gedichte, die sich oft mit seiner Heimat, d. h. der Gegend um den See Mývatn befassen, große Bekanntheit im Lande erlangt. Besonders zu nennen ist Sveitin mín, jenes Gedicht mit dem Anfang Fjalladrottning, möðir mín. Das Gedicht könnte eine Anspielung auf die mythische Figur der isländischen Fjallkona, der Bergfrau, sein. Vielleicht aber auch ist es ein Hinweis auf Herðubreið, den Tafelvulkan, der oft die „Königin der isländischen Berge“ genannt wird und nicht weit vom Mývatn zu finden ist.
Das oben genannte Gedicht wurde von Bjarni Þorsteinsson vertont. Einige andere Gedichte von Sigurður Jónsson wurden ebenfalls vertont.